# Camilo (futebolista)
Fernando Camilo Farias (Rio de Janeiro, 9 de março de 1986), é um futebolista brasileiro que atua como meio-campista. Atualmente joga no Botafogo-PB, emprestado pelo Figueirense. 

## Carreira

### Início
Nascido na cidade do Rio de Janeiro, Camilo jogou no America do Rio e no RS Futebol, na época administrado por Paulo César Carpegiani antes de chegar ao Marília no ano de 2006.
Ganhou notoriedade após a Série B de 2007, aonde recebeu várias propostas de grandes clubes brasileiros e do exterior.
Acabou sendo negociado com o Cruzeiro que adquiriu parte de seus direitos econômicos para um contrato de três anos.
Sem espaço no time mineiro, foi emprestado para alguns times do Brasil. Ao final de seu contrato, se transferiu para o Hull City da Inglaterra em 2011.
Retornou ao futebol brasileiro em 2012, para atuar no Botafogo de Ribeirão Preto. Passou um período pelo Avaí, antes de ir ao Mirassol, aonde se destacou no Paulistão de 2013, anotando o último gol na goleada histórica por 6 a 2 contra o Palmeiras. Com isso, foi contratado pelo Sport para a disputa da Série B do mesmo ano.
Em 2014, voltou a jogar pelo Botafogo-SP. Porém, após o abandono da concentração do clube ante às quartas-de-final do Paulistão, entrou em litígio com a diretoria.

### Chapecoense
Foi contratado pela Chapecoense para disputar a Série A de 2014. Novamente voltou aos holofotes do futebol nacional e renovou seu contrato por mais um ano com a equipe catarinense. Disputou com destaque o Campeonato Brasileiro de 2015, com gols e assistências. Esteve presente e marcando gol na goleada da Chape por 5 a 0 contra o Internacional em 2014, e também na goleada por 5 a 1 contra o Palmeiras em 2015. E foi o primeiro jogador a marcar pela Chapecoense em uma competição Internacional.

### Al Shabab
Novamente assediado, dessa vez se transferiu para o futebol árabe, acertando com o Al Shabab da Arábia Saudita.

### Botafogo
Rompeu seu contrato após ficar cinco meses sem receber, e acertou com o Botafogo, onde foi novamente disputar a Série A.
Estreou no Botafogo no dia 26 de junho em partida contra o Internacional no Beira-Rio com a camisa 10, marcando um gol e dando uma assistência, garantindo a vitória por 3 a 2. Marcou um golaço de bicicleta na partida contra o Grêmio valido pela decima nona rodada do brasileirão. No jogo em seguida, também, pelo campeonato brasileiro, partida essa contra o Cruzeiro, fez outro golaço, recebendo um cruzamento pela esquerda e chutando de primeira.
Após o término do campeonato brasileiro de 2016, Camilo recebeu o prêmio de gol mais bonito do campeonato no Bola de Prata pelo gol de bicicleta, com 40% dos votos dos internautas. Também foi eleito para seleção do Troféu Mesa Redonda, empatado com Lucas Lima na última posição do meio-campo.
Após longo tempo sem marcar, Camilo marcou gol contra o Atlético Nacional de Medelín, e ajudou o Botafogo a vencer a partida fora de casa por 2 a 0, quebrando um jejum do Alvinegro de 24 anos sem vitória fora de casa pela Libertadores.

### Internacional
O Internacional oficializou a contratação de Camilo, que assinou contrato com a equipe até julho de 2019. O meia teve participação relevante na campanha colorada na Série B de 2017, mas não manteve regularidade no time, tendo marcado apenas dois gols e nunca obtendo a titularidade na equipe.

### Volta à Chapecoense
Em 27 de maio de 2019, é noticiada a volta de Camilo à Chapecoense, clube onde é ídolo.

## Seleção Brasileira
Camilo foi convocado pela primeira vez para um amistoso contra a Colômbia no dia 25 de janeiro de 2017, realizado no Estádio Nilton Santos, casa do Botafogo, a fim de arrecadar fundos para os familiares das vítimas do acidente de avião envolvendo a Chapecoense. Nessa convocação, só foram chamados atletas que jogavam no Brasil. Camilo entrou na partida aos 35 minutos do segundo tempo, apesar de ter jogado pouco mais de 10 minutos, ele mostrou um ótimo futebol, com bons passes e dribles, tendo destaque pela caneta dada em Orlando Berrío, sendo um assunto muito repercutido nas redes sociais após a partida.

## Estatísticas
Atualizado até 25 de agosto de 2020.

### Clubes
| Clube             | Temporada         | Campeonato nacional | Campeonato nacional | Campeonato nacional | Copa nacional[a] | Copa nacional[a] | Copa nacional[a] | Competições continentais[b] | Competições continentais[b] | Competições continentais[b] | Outros torneios[c] | Outros torneios[c] | Outros torneios[c] | Total | Total | Total   |
| Clube             | Temporada         | Jogos               | Gols                | Assist.             | Jogos            | Gols             | Assist.          | Jogos                       | Gols                        | Assist.                     | Jogos              | Gols               | Assist.            | Jogos | Gols  | Assist. |
| ----------------- | ----------------- | ------------------- | ------------------- | ------------------- | ---------------- | ---------------- | ---------------- | --------------------------- | --------------------------- | --------------------------- | ------------------ | ------------------ | ------------------ | ----- | ----- | ------- |
| Marília           | 2006              | —                   | —                   | —                   | —                | —                | —                | —                           | —                           | —                           | 0                  | 0                  | 0                  | 0     | 0     | 0       |
| Marília           | 2007              | 15                  | 0                   | 2                   | —                | —                | —                | —                           | —                           | —                           | 2                  | 0                  | 1                  | 17    | 2     | 3       |
| Marília           | 2008              | —                   | —                   | —                   | —                | —                | —                | —                           | —                           | —                           | 18                 | 5                  | 2                  | 18    | 5     | 2       |
| Marília           | Total             | 15                  | 0                   | 2                   | 0                | 0                | 0                | 0                           | 0                           | 0                           | 20                 | 5                  | 3                  | 35    | 7     | 5       |
| Cruzeiro          | 2008              | 18                  | 0                   | 1                   | —                | —                | —                | —                           | —                           | —                           | —                  | —                  | —                  | 18    | 3     | 1       |
| Cruzeiro          | 2009              | —                   | —                   | —                   | —                | —                | —                | —                           | —                           | —                           | 4                  | 0                  | 0                  | 4     | 0     | 0       |
| Cruzeiro          | Total             | 18                  | 0                   | 1                   | 0                | 0                | 0                | 0                           | 0                           | 0                           | 4                  | 0                  | 0                  | 22    | 3     | 1       |
| Grêmio Barueri    | 2009              | 2                   | 0                   | 0                   | —                | —                | —                | —                           | —                           | —                           | —                  | —                  | —                  | 2     | 0     | 0       |
| Grêmio Barueri    | Total             | 2                   | 0                   | 0                   | 0                | 0                | 0                | 0                           | 0                           | 0                           | 0                  | 0                  | 0                  | 2     | 0     | 0       |
| Santo André       | 2009              | 9                   | 3                   | 0                   | —                | —                | —                | —                           | —                           | —                           | —                  | —                  | —                  | 9     | 3     | 0       |
| Santo André       | Total             | 9                   | 3                   | 0                   | 0                | 0                | 0                | 0                           | 0                           | 0                           | 0                  | 0                  | 0                  | 9     | 3     | 0       |
| Cruzeiro          | 2010              | —                   | —                   | —                   | —                | —                | —                | —                           | —                           | —                           | 4                  | 0                  | 1                  | 4     | 0     | 1       |
| Cruzeiro          | Total             | 0                   | 0                   | 0                   | 0                | 0                | 0                | 0                           | 0                           | 0                           | 4                  | 0                  | 1                  | 4     | 0     | 1       |
| Ceará             | 2010              | 17                  | 0                   | 1                   | —                | —                | —                | —                           | —                           | —                           | 1                  | 1                  | 0                  | 18    | 1     | 1       |
| Ceará             | Total             | 17                  | 0                   | 1                   | 0                | 0                | 0                | 0                           | 0                           | 0                           | 1                  | 1                  | 0                  | 18    | 1     | 1       |
| América Mineiro   | 2011              | 3                   | 0                   | 0                   | —                | —                | —                | —                           | —                           | —                           | 9                  | 2                  | 0                  | 12    | 2     | 0       |
| América Mineiro   | Total             | 3                   | 0                   | 0                   | 0                | 0                | 0                | 0                           | 0                           | 0                           | 9                  | 2                  | 0                  | 12    | 2     | 0       |
| Shanghai Shenxin  | 2011              | 14                  | 2                   | 0                   | —                | —                | —                | —                           | —                           | —                           | —                  | —                  | —                  | 14    | 2     | 0       |
| Shanghai Shenxin  | Total             | 14                  | 2                   | 0                   | 0                | 0                | 0                | 0                           | 0                           | 0                           | 0                  | 0                  | 0                  | 14    | 2     | 0       |
| Botafogo-SP       | 2013              | —                   | —                   | —                   | —                | —                | —                | —                           | —                           | —                           | 17                 | 3                  | 0                  | 17    | 7     | 0       |
| Botafogo-SP       | Total             | 0                   | 0                   | 0                   | 0                | 0                | 0                | 0                           | 0                           | 0                           | 17                 | 3                  | 0                  | 17    | 7     | 0       |
| Avaí              | 2012              | 17                  | 0                   | 3                   | —                | —                | —                | —                           | —                           | —                           | —                  | —                  | —                  | 17    | 0     | 3       |
| Avaí              | Total             | 17                  | 0                   | 3                   | 0                | 0                | 0                | 0                           | 0                           | 0                           | 0                  | 0                  | 0                  | 17    | 0     | 3       |
| Mirassol          | 2013              | —                   | —                   | —                   | —                | —                | —                | —                           | —                           | —                           | 18                 | 7                  | 0                  | 18    | 7     | 0       |
| Mirassol          | Total             | 0                   | 0                   | 0                   | 0                | 0                | 0                | 0                           | 0                           | 0                           | 18                 | 7                  | 0                  | 18    | 7     | 0       |
| Sport             | 2013              | 23                  | 3                   | 4                   | —                | —                | —                | 3                           | 0                           | 0                           | —                  | —                  | —                  | 26    | 3     | 4       |
| Sport             | Total             | 23                  | 3                   | 4                   | 0                | 0                | 0                | 3                           | 0                           | 0                           | 0                  | 0                  | 0                  | 26    | 3     | 4       |
| Botafogo-SP       | 2014              | —                   | —                   | —                   | —                | —                | —                | —                           | —                           | —                           | 12                 | 2                  | 3                  | 12    | 2     | 3       |
| Botafogo-SP       | Total             | 0                   | 0                   | 0                   | 0                | 0                | 0                | 0                           | 0                           | 0                           | 12                 | 2                  | 3                  | 12    | 2     | 3       |
| Chapecoense       | 2014              | 25                  | 4                   | 3                   | —                | —                | —                | —                           | —                           | —                           | —                  | —                  | —                  | 25    | 4     | 3       |
| Chapecoense       | 2015              | 31                  | 3                   | 3                   | 2                | 0                | 1                | 4                           | 1                           | 0                           | 4                  | 1                  | 0                  | 41    | 5     | 4       |
| Chapecoense       | Total             | 56                  | 7                   | 6                   | 2                | 0                | 1                | 4                           | 1                           | 0                           | 4                  | 1                  | 0                  | 66    | 9     | 7       |
| Al Shabab         | 2015–16           | 9                   | 0                   | 0                   | 2                | 1                | 0                | —                           | —                           | —                           | —                  | —                  | —                  | 11    | 1     | 0       |
| Al Shabab         | Total             | 9                   | 0                   | 0                   | 2                | 1                | 0                | 0                           | 0                           | 0                           | 0                  | 0                  | 0                  | 11    | 1     | 0       |
| Botafogo          | 2016              | 28                  | 6                   | 5                   | 2                | 0                | 0                | —                           | —                           | —                           | —                  | —                  | —                  | 30    | 6     | 5       |
| Botafogo          | 2017              | 0                   | 0                   | 0                   | 0                | 0                | 0                | 0                           | 0                           | 0                           | 1                  | 0                  | 0                  | 27    | 1     | 0       |
| Botafogo          | Total             | 28                  | 6                   | 5                   | 2                | 0                | 0                | 0                           | 0                           | 0                           | 1                  | 0                  | 0                  | 57    | 7     | 5       |
| Internacional     | 2017              | 20                  | 0                   | 8                   | 0                | 0                | 0                | 0                           | 0                           | 0                           | 0                  | 0                  | 0                  | 20    | 0     | 8       |
| Internacional     | 2018              | 15                  | 1                   | 0                   | 2                | 0                | 0                | 0                           | 0                           | 0                           | 7                  | 0                  | 0                  | 24    | 1     | 0       |
| Internacional     | 2019              | 1                   | 0                   | 0                   | 0                | 0                | 0                | 0                           | 0                           | 0                           | 6                  | 1                  | 1                  | 7     | 1     | 1       |
| Internacional     | Total             | 36                  | 1                   | 8                   | 2                | 0                | 0                | 0                           | 0                           | 0                           | 13                 | 1                  | 1                  | 51    | 2     | 9       |
| Chapecoense       | 2019              | 28                  | 1                   | 4                   | —                | —                | —                | —                           | —                           | —                           | —                  | —                  | —                  | 28    | 1     | 4       |
| Chapecoense       | Total             | 28                  | 1                   | 4                   | —                | —                | —                | —                           | —                           | —                           | —                  | —                  | —                  | 28    | 1     | 4       |
| Mirassol          | 2020              | —                   | —                   | —                   | —                | —                | —                | —                           | —                           | —                           | 8                  | 5                  | 2                  | 8     | 5     | 2       |
| Mirassol          | Total             | —                   | —                   | —                   | —                | —                | —                | —                           | —                           | —                           | 8                  | 5                  | 2                  | 8     | 5     | 2       |
| Ponte Preta       | 2020              | 5                   | 1                   | 0                   | 1                | 0                | 0                | —                           | —                           | —                           | —                  | —                  | —                  | 11    | 6     | 0       |
| Ponte Preta       | Total             | 5                   | 1                   | 0                   | 1                | 0                | 0                | —                           | —                           | —                           | —                  | —                  | —                  | 11    | 6     | 0       |
| Total na carreira | Total na carreira | 280                 | 24                  | 34                  | 9                | 1                | 1                | 7                           | 1                           | 0                           | 111                | 27                 | 10                 | 438   | 71    | 45      |

- a. ^ Jogos da Copa do Brasil e Kings Cup
- b. ^ Jogos da Copa Sul-Americana e Copa Libertadores
- c. ^ Jogos do Campeonato Paulista, Campeonato Mineiro, Campeonato Catarinense, Copa do Nordeste e Campeonato Carioca

## Títulos
Cruzeiro
- Campeonato Mineiro: 2009

Botafogo-SP
- Troféu Jornalista Renê Andrade: 2014

Mirassol
- Campeonato Brasileiro - Série C: 2022

## Prêmios individuais
- Gol mais bonito do Campeonato Brasileiro de 2016 pelo prêmio Bola de Prata
- Troféu Mesa Redonda: 2016